# バトラ (ゴジラシリーズ)
バトラ (Battra) は、1992年の映画『ゴジラvsモスラ』（1992年）に登場する架空の怪獣。モスラの亜種として創作されたキャラクターである。

## 『ゴジラvsモスラ』
地球生命が自然環境が限界に達した際、環境汚染などの地球を脅かすものに対して排除を目的に創造した魔獣。モスラと同様に地球の守護神というべき存在であるが、「守護」を目的とするモスラとは相反し、「破壊」を目的としている存在である。コスモスによると、その名は「バトルモスラ」の略称であるとされる。
1万2千年前、超古代の発達した文明時代に気候を自在に操る機械がコスモスの科学者によって発明されて地球生命を脅かしたため、文明を徹底的に滅ぼそうと地球自らが生み出したとされる怪獣である。インファント島の遺跡には、バトラがモスラと同じ卵から生まれたことを示すと思われる壁画が描かれている。
幼虫時点でも光線を放つなど、モスラに比べると破壊本能だけでより攻撃的な能力を持ち、普通のガやモスラとは異なる不完全変態で成虫となる。体色は黒を基本とし、アゲハチョウに似た形状の黒い羽には赤と黄色の稲妻模様が刻まれている。幼虫はモスラに対して凶悪で戦闘的なフォルムとなっている。甲虫の特徴を有しており、硬質な外骨格に包まれているため、モスラのように鱗粉を武器にすることはできないとみられる。幼虫時には、背中のトゲや爪を振動させて、陸上や地中、海上を自由に行動することが可能。甲虫のような角、尾の先端にある2本の長い突起、硬質なボディーなどイモムシでありながら強敵感を漂わせるものとなっている。爪や左右に開閉する口を囲む4本の牙は昆虫ではなく脊椎動物のそれに似た質感となっている。幼虫の体側にある赤い発光器は、成虫ではトゲ状の突起となる。モスラとは異なり、繭を作らずに光を放って一瞬で幼虫から成虫に変態するため、口から糸は吐かない。角は幼虫よりも小さくなり、光線は発射することはないが、目からプリズム光線を発射する際に放電する。また、成虫は巨大な観覧車を持ち上げてゴジラにぶつけたり、モスラと協力してゴジラを持ち上げるなど、脚の力が強い。
幼虫ではモスラとは異なり、目と角の先端から高熱光線・プリズム光線を放射することが可能であるほか、甲虫のような硬い角を用いた突進攻撃を得意とする。成虫では眼から放つ幼虫よりも直線的で高いものと思われる威力を持つプリズム光線と翼から発する衝撃波のほか、脚の爪などだが、防御力は低下する模様である。
バトラはコスモスの築いた古代の文明を攻撃し、コスモスの守護神モスラによって最終的に北極海の氷の中に封印されたが、その際に気候操作機械が破壊された結果、地表のほとんどが海中に没し、コスモスの文明は滅びた。小笠原海溝への巨大隕石の落下による地球環境の汚染が引き金となり、予定よりも早く20世紀に覚醒する。
復活したバトラはモスラを目がけ、日本を通過して能登半島沖で浴びせられた航空自衛隊のF-15によるミサイルをものともせず輪島海岸から地中に潜り、名古屋に出現して名古屋城を破壊する。名古屋テレビ塔付近で陸上自衛隊の74式戦車部隊と戦い、プリズム光線で多数を撃破するが、到着したツインメーサータンクと92式メーサー戦車の攻撃を受け、テレビ塔を倒して再び地中に潜行した後、フィリピン沖海上に出現する。コスモスを守るためにゴジラの気を引いていた孵化したばかりのモスラに襲いかかり、跳ね飛ばした後にゴジラを攻撃した結果、その怒りを買って海底での激戦に移行する。しかし、戦闘の衝撃がマグマ層に影響を与え、活動を開始した海底火山にゴジラともども飲み込まれる。バトラはモスラが羽化して成虫になろうとしているころにマントル対流から姿を現し、洋上で成虫と化して再びモスラのもとへ向かう。
横浜みなとみらい21でモスラと空中戦を展開して撃墜すると、続いて先のマグマ層の活性化で噴火した富士山から現れたゴジラを迎撃する。一時は瓦礫の下に押し込めるが、油断して返り討ちに遭って投げ飛ばされ、放射熱線で追い打ちされる。そこに加勢してきたモスラの苦境に助太刀した結果、ついに和解する。共闘してモスラの燐粉攻撃にプリズム光線を反射させ、ゴジラを戦闘不能に追い込んだ後、モスラに自分の本来の使命を伝え、共にゴジラを空輸しようとしてその上半身に取りつくが、ここで突如復活したゴジラに首筋を噛みつかれて黄色い体液を流したうえ、至近距離からの放射熱線の直撃に遭う。それでもゴジラを離さず北の海へ運び出すが、ゴジラに喉を噛み切られたうえで放射熱線を浴びせられて絶命し、ゴジラと共に北の海深くへ沈む。
本来の復活の目的は20世紀末に地球に飛来する巨大隕石を迎撃して衝突による環境汚染を回避することであったが、ゴジラに倒されたためにモスラが代行することとなる。
漫画版と映画版では若干の違いがあり、映画版には蛹の状態は存在せず、幼虫の状態から閃光とともに一瞬にして成虫に変態する。その成虫化の様子は、ユスリカの蛹が尾を上下に振りながら水面を泳ぎつつ羽化する姿を彷彿とさせるものである。漫画版では、変態の際に残した抜け殻が発見される。
- 鳴き声はラドンのもののアレンジである[48]。
- 書籍『ゴジラVSモスラ超全集』では、インファント島の壁画には成虫の姿で描かれているが、復活時は幼虫の姿であったことから、幼虫と成虫を自在に変態できるものと解釈している[49]。準備稿では、バトラの初出現地はバイカル湖であり、過去にツングースカ隕石を叩き落としていたという想定であった[50]。また、幼虫ではゴジラの放射熱線に耐えるが成虫では撃墜されたことや、プリズム光線の威力などから、成虫形態は隕石破壊のために移動能力と破壊能力に特化した姿と推測している[49]。

### 創作経緯
「モスラ対悪のモスラ」というのは、前作『ゴジラvsキングギドラ』（1991年）以前に検討されていた『モスラVSシャドラ』が起源であり、企画が『ゴジラVSギガモス』であったころの怪獣「ギガモス（GIGA-MOTH）」が元となっている。ギガモスはモスラが放射能で変異した狂暴な怪獣という設定で、最後はモスラと一体化するという展開であった。最初期案では、ギガモスはトンボなどをモチーフとした新怪獣と想定されていたが、モスラの登場が決定したことにより、悪のモスラという設定に改められた。また、『モスラVSバガン』に登場予定であったバガンのイメージも継承している。製作の田中友幸は、前作のメカキングギドラのように新しい怪獣を登場させるサービス精神がなければ新しい映画にはなり得なかったと述べている。
脚本を手がけた大森一樹は、映画『トレマーズ』の要素も取り入れていると述べており、準備稿では幼虫の見せ場がなく、その時点では生物かなにか明確でないという描写であった。準備稿では、映画『プレデター2』のオマージュとして幼虫が地下鉄を襲う描写も存在した。
川北によれば、生頼範義のポスターに描かれた同じ卵から生まれた双子の幼虫の片方が放射能の影響でバトラになったという想定であったと語っている。
大森は、モスラとバトラの関係性を映画『ギターを持った渡り鳥』の小林旭と宍戸錠や『48時間』のニック・ノルティとエディ・マーフィなどに例えており、いがみ合っていた両者が何かと戦うために手を組むという基本コンセプトであると述べている。
検討稿での名称はバッドモスラを略したバドラであったが、特撮テレビドラマ『マグマ大使』（1966年）に同名怪獣がいたためと変更された。東宝プロデューサーの富山省吾は、命名に苦労したことを語っている。スタッフ間では黒モスラやブラックモスラと呼ばれていた。デスモスラを略したデスラとする案もあったが、『宇宙戦艦ヤマト』のデスラーと類似することから不採用となった。

### デザイン
決定デザインは吉田穣。吉田は『ゴジラVSギガモス』の企画から参加しており、バトラのデザインもギガモスの案を発展させるかたちで進められた。準備稿の脱稿から撮影準備まで時間がない中で作業が行われ、名称もデザイン画ではすべて検討稿に準じたバドラ表記であった。デザイン作業時点で幼虫から成虫へ直接変態することは決まっていたため、繭や蛹などのデザインは描かれていない。川北紘一は、東宝サイドから派手な怪獣を登場させて欲しいとの要望があったと証言している。
成虫はモスラと同じガをモチーフとはしておらず、羽根の形状はチョウ、腕は甲虫をモチーフにしている。尾はハサミムシをモデルにしており、攻撃に用いることも想定していた。羽根の模様は、チョウのように華やかなものも検討されていたが、川北のストレートな過激さを求める意見により雷模様となった。デザイン画では、成虫の側面のトゲが黄色であった。
幼虫はエビやカニなどの甲殻類をイメージしており、柔らかいモスラとは正反対の外観としている。モスラとの差別化から、幼虫は上体を起こした形状となった。吉田は、モスラとの共通要素として幼虫の足や成虫の顔などに毛をつけることを想定していたが、川北による要望で硬質なイメージとなった。デザイン画では、体表の斑紋は描かれていなかった。
そのほか、西川伸司、破李拳竜、青井邦夫らによる検討デザイン画も存在する。西川による検討用デザインでは、アオスジアゲハをモチーフに『エイリアン』の影響がある頭部のものや、成虫の頭部にカミキリムシの要素を取り入れたものや、ダンゴムシをモチーフとした幼虫などが描かれていた。また、幼虫・成虫とも通常の怪獣スーツとする案も存在した。

### 造形
造形は「レプリカ」による。造形チーフは江久保暢宏。元々は、モスラと同じくツエニーが担当する予定であったが、スケジュールが切迫していたため同社の村瀬継蔵はすべてを手掛けることは不可能だと判断し、レプリカへ応援を依頼した。しかし、レプリカでもすべてを賄うことは出来ず、成虫の1/3モデルのみフリーの造形家である高柳祐介が原型を手掛けた。川北は「操演では動きが単調になるため、バトラは着ぐるみにした」と語っている。
村瀬は、レプリカに赴いてバトラのチェックも行っていたが、電飾の光量などが思うように行かなかったと述懐している。
幼虫
幼虫のバトラの着ぐるみは1体だけが制作された。頭部と背面のみ原型が起こされ、ボディは直付けで制作された。頭部は半透明のFRP製、胴体はウレタン製で、どちらもラテックスでコーティングしている。角と眼はFRP製で、角には電飾も仕込んでいる。可動性を考慮し、前脚の爪がデザイン画よりも大きく造形されている。長い尾の部分には台車を内蔵して動きを助けている。
スーツアクターは、背中のハッチから出入りを行う。疑似海底の海中を進むシーンでは演技者は入らず、操演して撮影した。江久保によれば、当初は人を入れずにギミックのみで動かす予定であったが、上半身が大きいために地上のシーンでは人が入ることになったという。スーツの重量は計測していないために不明だが、江久保は「ゴジラよりは軽いはず」と述べている。
口元にはラジコン操作による可動ギミックがあり、開閉だけでなく口が前後に可動する、上部にある4本のトゲが個別に動くなどの工夫が凝らされていたが、アップは1カットのみであった。
川北は、頭が重く、足が動かないため、バランスを取るのが難しかったと述べている。また、助監督の鈴木は、立っているだけで威圧感が出ていたものの、演技者の動きが表に出づらく、ゴジラのようにビルを壊しながら前進してくるという撮影は不可能であったと証言している。アクションシーンでは、ゴジラとの激しい格闘でスーツ内部の支柱が折れるアクシデントもあった。また、足元のかぎ爪が歩行の邪魔になるため、これを切除して撮影したカットもある。
スーツが水に浮いてしまうことから、水中シーンの撮影に際して上下に切り離すこととなり、海上戦では上半身のみが使用され、その後疑似海底での撮影では繋ぎ直されている。海上での上下動には、モスラ幼虫で用いたギミックを流用している。
海上でモスラ幼虫を弾き飛ばすシーンでは、角が折れてしまい、修復まで撮影が中断された。修理可能な状態ではあったが、直付けでの制作であったため、型が存在せずスペアは用意していなかったという。

成虫
成虫は、ラジコンで各部が動くゴジラのスーツと同スケールのものと、翼長が50センチメートルの大小2種が作られた。翼長が3尺のものはモーターで羽が可動する。完成は小サイズの方が先であったため、大サイズはそちらを参考にしている。アクションシーンのほとんどは小サイズのものを使用している。
頭部や胴体はFRP製で、胴体はその上にウレタンを被せてラテックスでコーティングしている。頭部は電飾を仕込む都合上、一体成型で制作された。胴体にはサーボモーター、尾にはバッテリーが仕込まれている。また、飛行時に胴体がぶれないよう内部に鉄骨を仕込んでいる。翼は、布をラテックスでコーティングしており、村瀬からの助言によりモスラ成虫と同じく芯には釣り竿を用いている。成虫が登場するのは横浜のみのため、納品は最後となった。
納品時は体色が薄かったため、暗い色に塗り直された。一方、翼の色はナイトシーンが多いために明るくするようとの川北による要望で、塗り直された。弾着を用いると黒くなるため、その度に色の塗り直しも行われた。
小サイズは、頭部の角と尾のトゲには電飾が仕込まれており、操演のためにバッテリーも内蔵してラジコンで電源を操作できるようになっていたが、電飾の数が多いことからバッテリーの消耗が激しく、こまめに電源を消したり早めにバッテリーを交換したりするなどの対応が必要であった。また、撮影中に電波障害が発生してモスラともども操作不能となり、その後は電波をAMからFMに切り替えている。
ゴジラにしがみつくシーンでは、ボディのみを使用している。ゴジラに投げられるシーンで翼が折れたり、首を掴んで投げられるシーンで首がもげたりするなどを経て、応急処置のみで再び撮影に用いている。
小サイズは、納品当日がラストシーンの撮影であったため、その日のうちに水中に沈んで補修することとなった。江久保はこのときの経験を経てからは何があっても驚かなくなったと述べている。
小サイズは、2024年の時点で展示用に固定された状態で現存が確認されている。そのほか、撮影用モデルと同じ工程で制作された大サイズの頭部と小サイズの全身、デフォルメされたFRP製の展示用モデルなども存在する。

### 演技
幼虫のスーツアクターは破李拳竜。当初は別人がスーツアクターを務めていたが、幼虫のスーツが動きづらかったことから演技に苦戦し、特技監督の川北紘一による指名で現場を訪れていた破李拳と交代することとなった。スーツは小柄な前任者の体型に合わせていたため、破李拳は覗き穴の位置が合わず中腰の状態で演じていた。
川北は、前任者が弾着を怖がっていたと証言している。一方、造型監修を務めた村瀬継蔵は、造形物が前任者より大きく作られていたために動けなかったと述べている。また、撮影を担当した江口憲一は、前任者はパワーが不足していたと評している。
助監督の神谷誠は、破李拳は喜んで演じていたことから動きが良かったと証言しているが、破李拳本人は転ばないよう必死だったと語っている。造形を担当した江久保は、体力のある破李拳だからできたと評している。
オープン撮影のみ羽田一也が担当している。

### 撮影・演出
準備稿では、名古屋で成虫になって洋上でゴジラと対決するという展開であったが、幼虫の造型の出来が良かったことから、幼虫の段階でゴジラと戦うことになった。海底での戦闘シーンでは、ゴジラとの絡み以外は移動車に乗せた状態での撮影がほとんどであった。操演により、泳いでいるような描写も撮影されたが、吊りを想定した造形ではなかったため、実際に撮影するまでどのようなかたちになるか分からなかったという。特写スチールでは、名古屋タワーの前でバトラ幼虫とゴジラが対峙するシーンが存在する。
幼虫が氷山から出現するシーンは、スタジオでエアーを仕込んだ水槽越しに撮影している。照明は透き通るようなブルーを用いており、ゴジラ初登場時の赤い照明と対照的な描写としている。
名古屋での進行ルートは、『モスラ対ゴジラ』でのゴジラの進行ルートを逆行している。川北は、ロケハンで他の場所も模索したが、名古屋自体が当時からあまり変化がなかったという。川北は、『モスゴジ』でゴジラが上陸した四日市市からバトラが海へ逃げることも構想していたが、実現には至らなかった。大通りとテレビ塔という要素が、前作での札幌のシーンと類似していたため、戦車を増やして市街戦の要素を強調している。名古屋で地中に潜るシーンは、セットに設けられたスロープを滑り落ちており、川北は倒れたのか演技だったのかわからないと述懐している。
幼虫のプリズム光線は、当初は角か目の2案が検討されていたが、実際のカットではどちらも見切れる場面があったため、カットにより使い分けるかたちとなった。光線の色は、ゴジラの青、モスラの黄色に対してバトラは赤となっており、怪獣ごとに色分けている。
変態するシーンは、モスラの描写もあるため、バトラは瞬間的な描写となった。川北はセミの脱皮をイメージしたといい、また『三大怪獣 地球最大の決戦』でのキングギドラの出現シーンもオマージュしている。村瀬は、背中にあるスーツアクターの出入り口を活用すれば、成虫が顔を出す描写ができたのではないかと述懐している。
海上を進む幼虫の上空に対潜哨戒機が飛来するシーンも撮影していたがカットされた。

### 評価
書籍『ゴジラ・デイズ』では、『モスラ対ゴジラ』を踏襲しているために善のモスラと悪のゴジラという対立構造が必要となったが、前作でゴジラを善悪を超越した存在として描いていたことから単純な悪役とすることができず、悪のモスラであるバトラが生み出されたと分析している。そのため、「モスラ対ゴジラ」「モスラ対バトラ」という対立軸が主となり、新怪獣でありながら「ゴジラ対バトラ」という対立軸は物語の傍流になってしまったと評している。川北も、結果的にバトラがゴジラの役どころを奪うような形になってしまったかもしれないと語っている。
書籍『ゴジラ大全集』では、子供層にバトラが自世代の怪獣として受け入れられたことを作品がヒットした要因の一つに挙げている。
吉田は、川北がかつて参加した『ウルトラマンA』に登場する超獣に類似するイメージであったと評している。また、吉田によれば公開当時はゴジラ怪獣として認めないという意見もあったが、後年になり子供の頃に見た観客からバトラが好きだという意見が上がるようになり、東宝怪獣の仲間入りができた思えるようになったと述べている。

## 『ゴジラアイランド』
特撮テレビドラマ『ゴジラアイランド』（1997年 - 1998年）に登場。
X星人の操る怪獣として、成虫のみ登場する。武器は目から発射するプリズム光線。『vsモスラ』と違い、鱗粉攻撃が可能になっている。昔、ゴジラが不在だったころのゴジラアイランドでモスラと争っていたことが司令官の口から語られている。
初登場時はメガロと共にゴジラアイランドを襲う。続く「ジュニア誘拐編」でゴジラジュニアを誘拐し、マタンゴ島の砦に幽閉するが、赤外線自動砲の誤爆に倒される。その後、「ガイガン編」では、ガイガンの援軍としてX星人が送り込むが、ゴジラとの1対1の対決を望むガイガンによって倒される。
シーズン2では「二代目モスラ編」に登場し、ゴジラアイランドから拉致したベビーモスラの卵を温めて孵化させ、自分を親だと刷り込み、ゴジラアイランドを襲撃させる。Gガードを無力化したあとは、用済みとなったベビーモスラを抹殺しようとするが、モスラの歌で正気を取り戻したベビーモスラの返り討ちにあい、宇宙へ逃走した。
幼虫そのものは出ていないものの、ザグレスがメカキングギドラを買った怪獣自動販売機のボタンのマークの1つとして登場する。

## 『GODZILLA プロジェクト・メカゴジラ』
小説『GODZILLA プロジェクト・メカゴジラ』（2018年）に登場。
本編での直接的な描写はないが、ゴジラの背びれの残骸に付着していた蛾の遺伝子を有する細胞「M細胞」の発見により、存在が仮定された怪獣。
研究者からは「怪獣M」と呼ばれ、バトラの名称は日本の新興宗教団体が経営する孤児院で暮らしていた超能力を持つとされる子供たちが使った呼称である。ゴジラと戦い、背びれをもぎ取るほどの損害を与えたと推察されたことから、ゴジラに対抗しうる力をもつ可能性がある怪獣として2030年代に調査が行われたが、アマゾン川を下る毒虫のような影という現地民の目撃情報以外に有力な証拠は得られず、発見には至らなかった。その後、2048年に地球連合軍の前に現れたモスラの民の巫女リラによって実在したことが明らかになっており、2037年には地球へ接近していた妖星ゴラスを感知してモスラより先に目覚めて迎撃に向かうものの、ゴラスの破壊に必要なエネルギーを求めていたゴジラによって倒されたとされる。

## その他
- 『ゴジラvsスペースゴジラ』（1994年）では、過去の映像の流用で登場している。
- 『ゴジラ FINAL WARS』（2004年）では、バンクーバーの子供がバトラのソフビ人形で遊んでいるシーンがある。
- 『幻星神ジャスティライザー』（2004年）に登場する宇宙巨獣スカラベレスは、バトラのオマージュとなっている[130]。